# Aeschynomene guatemalensis
Aeschynomene guatemalensis är en ärtväxtart som först beskrevs av Paul Carpenter Standley och Julian Alfred Steyermark, och fick sitt nu gällande namn av Velva Elaine Rudd. Aeschynomene guatemalensis ingår i släktet Aeschynomene och familjen ärtväxter. Inga underarter finns listade i Catalogue of Life.